# Bosonoge karmelićanke
Red bosonogih sestri karamelićanki je katolički ženski crkveni red (klauzurni). Skraćenica ovog reda je OCD.
Osnovan je 24. avgusta 1562, od strane Svete Terezije od Isusa (Avilske).
Poznatiji samostani: Brezovica, Marija Bistrica, Breznica Đakovačka, Kloštar Ivanić, Sarajevo.
Ovaj red je dao i nekoliko svetica, blaženica i službenica Božijih među kojima su: Sveta Tereza Avilska, Sveta Mala Terezija, Sveta Edit Štajn, blažena Elizabeta od Presvetog trojstva...

## Spoljašnje veze
- Karmelska duhovnost
- Karmel u Brezovici
- Samostan